# 一色範勝
一色 範勝（いっしき のりかつ）は、安土桃山時代から江戸時代前期にかけての武士、旗本。式部一色家当主。以心崇伝は従兄弟。石高は2000石。

## 略歴
慶長16年（1611年）に徳川家康に拝謁し、それより家康に仕える。元和2年（1616年）、駿府での饗宴における配膳の役目を申し付けられたが、その際永井直勝に「位官の無い者が諸大夫（従五位下）・侍従と並んですべきことではない」と言上される。これに対し家康は、「一色家が名家であることは周知のことであるから、現当主に現在官位がなくてもこの役目に就くことは問題ではない」とし、範勝は役目を務め上げた。
徳川家の祖である松平信光の正室は一色氏である。家康の産まれた三河国は一色氏が代々守護を務めた歴史があり、応仁の乱以後は三河に守護は置かれなくなったが、一色氏の三河守護代であった西郷氏（菊池西郷氏）は三河に残り、徳川家と深い姻戚関係となった。岡崎城は西郷氏が築いた城としても知られる。
その後、範勝は江戸城の書院番の番士となり、寛永9年（1632年）には御使番の番士となる。また同年、従五位下・式部少輔に叙任された。寛永10年（1633年）、53歳で死去した。